# Sancho Díaz de Haro
Sancho Díaz (c. 1110-después de 1182 ), tenente en Tobía y del castillo y villa de Treviana (La Rioja). 

## Vida
Fue hijo del conde Diego López I de Haro y su esposa la condesa María Sánchez, hija de Sancho Sánchez, conde en Erro y en Tafalla, y la condesa Elvira García, hija, a su vez, del conde García Ordóñez y su mujer la infanta Urraca Garcés.
En 1134, aparece en la documentación medieval por primera vez en el monasterio de San Millán de la Cogolla confirmando después de su hermano el conde Lope Díaz I de Haro como Sancius Didaci frater eius.  Robora varios diplomas reales así como documentos y donaciones del ámbito familiar.  En 1162, confirma una donación como Trapeana dominante y en agosto de 1165 como tenente en Tobía. 
En 1168, su hermano el conde Lope y su mujer, la condesa Aldonza, le donaron las dos partes que tenían en el Monasterio de San Cipriano en Villa Mezquina, donación confirmada por su hijo Lope Sánchez. Alrededor de 1182, figura en la documentación del Monasterio de Santa María de Rioseco junto a su esposa Sancia Ruit, donando a Fernando Pardo toda la heredad que tenía en Villa Mezquina, así como la casa de Olmiellos y sus divisas que había heredado de su hermano Gil.

## Matrimonio y descendencia
Aunque algunos antiguos tratadistas sostienen que casó con María Díaz Duque, la única esposa documentada es Sancha Rodríguez, hija del conde Rodrigo Gómez, del linaje de los Salvadórez, y la condesa Elvira Ramírez, hija del conde Ramiro Sánchez y Cristina Rodríguez, hija, a su vez, de Rodrigo Díaz de Vivar el Cid.  Fueron padres de.
- Lope Sánchez, cuya filiación consta en la donación efectuada por sus padres en 1168.[6] Pudo ser el Lope Sánchez de Mena que aparece frecuentemente en la documetación medieval.
- Rodrigo Sánchez.[7] Confirma muchos diplomas. En 1184, antes de ir a la guerra, concedió al Monasterio de San Salvador de Oña toda su hacienda en Belorado. En 1195 aparece confirmando como dominante en Castralmont y Medina. Puede ser el Rodrigo Sánchez fallecido en 1195 en la Batalla de Alarcos, según la Crónica de Castilla, donde figura como yerno de Pedro Rodríguez de Guzmán, también fallecido en la batalla.[9]

Sancho Díaz y su mujer pudieron ser los padres también de María y Toda Sánchez, así como de un Diego Sánchez documentado en esas fechas.